# Sitno (powiat bydgoski)
Sitno – wieś w Polsce położona w województwie kujawsko-pomorskim, w powiecie bydgoskim, w gminie Sicienko.

## Podział administracyjny
W latach 1975–1998 miejscowość należała administracyjnie do województwa bydgoskiego.

## Historia
Miejscowość leży na pograniczu Mazowsza oraz Pomorza i związana była historycznie z ziemią chełmińską na Pomorzu Nadwiślańskim. Ma metrykę średniowieczną i istnieje co najmniej od pierwszej połowy XV wieku. Wymieniona została po raz pierwszy w dokumencie z 1411 jako "Sitten", 1570 "Schitno".
Tereny, na których powstała miejscowość były jednak zasiedlone znacznie wcześniej. W okolicy archeolodzy odnaleźli pozostałości osady wczesnośredniowiecznej.
W 1411 wieś odnotowana została jako folwark biskupstwa chełmińskiego spalony w czasie wielkiej wojny z zakonem krzyżackim prowadzonej z Koroną Królestwa Polskiego. Szkody wojenne oszacowane zostały przez zakon na 1000 grzywien. 
W 1466 na mocy traktatu toruńskiego podpisanego po zakończonej wojnie trzynastoletniej miejscowość została włączona do Korony. W 1570 stanowiła folwark, własność biskupstwa chełmińskiego, a we wsi gospodarowało 7 zagrodników. Leżała wówczas na terytorium biskupstwa w klucz wąbrzeskim w parafii Wąbrzeźno, a administracyjnie w powiecie chełmińskim, województwa chełmińskiego Korony Królestwa Polskiego.
Wskutek I rozbioru Polski w 1772, miejscowość przeszła pod władanie Prus i jak cała ziemia chełmińska znalazła się w zaborze pruskim.

## Demografia
Według Narodowego Spisu Powszechnego (III 2015 r.) miejscowość liczyła 87 mieszkańców. Jest najmniejszą miejscowością gminy Sicienko.